# Чемпіонат Англії з футболу 2002—2003: Прем'єр-ліга
Англійська прем'єр-ліга 2002—2003 (англ. FA Premier League) — одинадцятий сезон англійської Прем'єр-ліги, заснованої 1992 року. Перші матчі сезону відбулися 17 серпня 2002, останні — 11 травня 2003. 
Переможцем сезону став «Манчестер Юнайтед», який здобув свій п'ятнадцятий чемпіонський титул. В рамках Прем'єр-ліги ця перемога для «манкуніанців» стала восьмою за одинадцять років проведення змагання. Діючий чемпіон Англії, лондонський «Арсенал», потужно розпочав цей сезон та за два місяці до його завершення перебував не першій позиції турнірної таблиці з досить комфортним 8-очковим відривом від «МЮ». Втім «каноніри» провалили фінальну частину змагання, чим й скористалися майбутні чемпіони. 
«Арсенал» фінішував другим з великим відривом від «Ньюкасл Юнайтед», який посів третє місце. Унизу турнірної таблиці «Вест Гем Юнайтед» до останніх турів боровся за рятівне 17-те місце, втім врешті-решт був змушений залишити елітний дивізіон англійського футболу. Іншими командами, що понизилися у класі за результами сезону, стали «Вест-Бромвіч Альбіон» та «Сандерленд», які задовго до його завершення втратили математичні шанси фінішувати вище 19-го рядка турнірної таблиці. При цьому останній клуб втсновив нові антирекорди Прем'єр-ліги з найменшої кількості набраних очок та найменшої кількості голів, забитих за сезон, — за 38 матчів чемпіонату «Сандерленд» набрав лише 19 очок та зміг забити лише 21 гол.
Автором першого гола сезону став Майкл Рікеттс з «Болтон Вондерерз», який реалізував пенальті на п'ятій хвилині матчу-відкриття сезону проти «Фулхема». Наприкінці вересня 2002 року було забито перший хет-трик сезону, його автором став нападник «Ліверпуля» Майкл Овен, який у гостьовому матчі змусив тричі капітулювати захист і голкіпера «Манчестер Сіті». Одним з відкриттів сезону став 16-річний нападник «Евертона» Вейн Руні, який привернув до себе увагу чудовим голом у ворота лондонського «Арсенала», що приніс його команді досить неочікувану перемогу з рахунком 2–1.

## Команди-учасниці
У змаганнях Прем'єр-ліги сезону 2002—2003 взяли участь 20 команд, включаючи 17 команд-учасниць попереднього сезону та три команди, що підвищилися у класі з Чемпіонату Футбольної ліги.

### Міста і стадіони
| Команда                | Місто             | Стадіон          | Місткість |
| ---------------------- | ----------------- | ---------------- | --------- |
| «Арсенал»              | Ізлінгтон         | Хайбері          | 38,419    |
| «Астон Вілла»          | Бірмінгем         | Вілла Парк       | 42,573    |
| «Бірмінгем Сіті»       | Бірмінгем         | Сент-Ендрюс      | 30,009    |
| «Блекберн Роверз»      | Блекберн          | Івуд Парк        | 31,367    |
| «Болтон Вондерерз»     | Болтон            | Рібок            | 28,723    |
| «Чарльтон Атлетик»     | Гринвіч           | Веллі            | 27,111    |
| «Челсі»                | Фулем             | Стемфорд Брідж   | 42,055    |
| «Евертон»              | Ліверпуль         | Ґудісон-Парк     | 40,569    |
| «Фулхем»               | Фулем             | Лофтус Роуд      | 19,148    |
| «Лідс Юнайтед»         | Лідс              | Елланд Роуд      | 40,242    |
| «Ліверпуль»            | Енфілд            | Енфілд           | 45,522    |
| «Манчестер Сіті»       | Манчестер         | Мейн Роуд        | 35,150    |
| «Манчестер Юнайтед»    | Траффорд          | Олд Траффорд     | 68,174    |
| «Мідлсбро»             | Мідлсбро          | Ріверсайд        | 35,049    |
| «Ньюкасл Юнайтед»      | Ньюкасл-апон-Тайн | Сент-Джеймс Парк | 52,387    |
| «Саутгемптон»          | Саутгемптон       | Сент-Меріс       | 32,689    |
| «Сандерленд»           | Сандерленд        | Стедіум оф Лайт  | 49,000    |
| «Тоттенгем Готспур»    | Тоттенгем         | Вайт Харт Лейн   | 36,240    |
| «Вест-Бромвіч Альбіон» | Вест-Бромвіч      | Хоторнс          | 28,003    |
| «Вест Гем Юнайтед»     | Ньюем             | Болейн Граунд    | 35,647    |

### Зміни тренерів
| Команда            | Старий тренер  | Причина уходу                | Дата уходу      | Турнірна позиція | Новий тренер     | Дата призначення |
| ------------------ | -------------- | ---------------------------- | --------------- | ---------------- | ---------------- | ---------------- |
| «Сандерленд»       | Пітер Рід      | Звільнений                   | 7 жовтня 2002   | 17-е             | Говард Вілкінсон | 10 жовтня 2002   |
| «Лідс Юнайтед»     | Террі Венейблз | Звільнений                   | 21 березня 2003 | 15-е             | Пітер Рід        | 21 березня 2003  |
| «Фулхем»           | Жан Тігана     | Звільнений                   | 17 квітня 2003  | 15-е             | Кріс Коулман     | 15 травня 2003   |
| «Вест Гем Юнайтед» | Гленн Редер    | Тимчасово за станом здоров'я | 17 квітня 2003  | 18-е             | Тревор Брукінг   | 11 травня 2003   |

## Турнірна таблиця
| М  | Команда                   | І  | В  | Н  | П  | МЗ | МП | РМ  | О  | Кваліфікація або пониження в класі                      |
| -- | ------------------------- | -- | -- | -- | -- | -- | -- | --- | -- | ------------------------------------------------------- |
| 1  | Манчестер Юнайтед (Ч)     | 38 | 25 | 8  | 5  | 74 | 34 | +40 | 83 | Груповий раунд Ліги чемпіонів УЄФА 2003–2004            |
| 2  | Арсенал                   | 38 | 23 | 9  | 6  | 85 | 42 | +43 | 78 | Груповий раунд Ліги чемпіонів УЄФА 2003–2004            |
| 3  | Ньюкасл Юнайтед           | 38 | 21 | 6  | 11 | 63 | 48 | +15 | 69 | 3-й кваліфікаційний раунд Ліги чемпіонів УЄФА 2003–2004 |
| 4  | Челсі                     | 38 | 19 | 10 | 9  | 68 | 38 | +30 | 67 | 3-й кваліфікаційний раунд Ліги чемпіонів УЄФА 2003–2004 |
| 5  | Ліверпуль                 | 38 | 18 | 10 | 10 | 61 | 41 | +20 | 64 | 1-й раунд Кубка УЄФА 2003–2004 1                        |
| 6  | Блекберн Роверз           | 38 | 16 | 12 | 10 | 52 | 43 | +9  | 60 | 1-й раунд Кубка УЄФА 2003–2004 1                        |
| 7  | Евертон                   | 38 | 17 | 8  | 13 | 48 | 49 | −1  | 59 |                                                         |
| 8  | Саутгемптон               | 38 | 13 | 13 | 12 | 43 | 46 | −3  | 52 | 1-й раунд Кубка УЄФА 2003–2004 2                        |
| 9  | Манчестер Сіті            | 38 | 15 | 6  | 17 | 47 | 54 | −7  | 51 | Кваліфікаційний раунд Кубка УЄФА 2003–2004 3            |
| 10 | Тоттенгем Готспур         | 38 | 14 | 8  | 16 | 51 | 62 | −11 | 50 |                                                         |
| 11 | Мідлсбро                  | 38 | 13 | 10 | 15 | 48 | 44 | +4  | 49 |                                                         |
| 12 | Чарльтон Атлетик          | 38 | 14 | 7  | 17 | 45 | 56 | −11 | 49 |                                                         |
| 13 | Бірмінгем Сіті            | 38 | 13 | 9  | 16 | 41 | 49 | −8  | 48 |                                                         |
| 14 | Фулгем                    | 38 | 13 | 9  | 16 | 41 | 50 | −9  | 48 |                                                         |
| 15 | Лідс Юнайтед              | 38 | 14 | 5  | 19 | 58 | 57 | +1  | 47 |                                                         |
| 16 | Астон Вілла               | 38 | 12 | 9  | 17 | 42 | 47 | −5  | 45 |                                                         |
| 17 | Болтон Вондерерз          | 38 | 10 | 14 | 14 | 41 | 51 | −10 | 44 |                                                         |
| 18 | Вест Гем Юнайтед (Пн)     | 38 | 10 | 12 | 16 | 42 | 59 | −17 | 42 | Пониження до Чемпіонату Футбольної ліги                 |
| 19 | Вест-Бромвіч Альбіон (Пн) | 38 | 6  | 8  | 24 | 29 | 65 | −36 | 26 | Пониження до Чемпіонату Футбольної ліги                 |
| 20 | Сандерленд (Пн)           | 38 | 4  | 7  | 27 | 21 | 65 | −44 | 19 | Пониження до Чемпіонату Футбольної ліги                 |

Оновлено після матчів 11 травня 2003
Джерела: FA Premier League
Правила класифікації: 
1) очок; 2) різниця м'ячів; 3) кіл-ть забитих м'ячів.
1«Ліверпуль» кваліфікувався до розіграшу Кубка УЄФА і як володар Кубка англійської ліги, і як команда, що зайняла п'яте місце у лізі. Таким чином право виступів у Кубку УЄФА отримав «Блекберн Роверз», що фінішував шостим у Прем'єр-лізі.
2«Саутгемптон» отримав право участі у розіграші Кубка УЄФА як фіналіст Кубка Англії, оскільки переможець цього турніру «Арсенал» кваліфікувався до Ліги чемпіонів.
3«Манчестер Сіті» отримав право участі у розіграші Кубка УЄФА завдяки рейтингу Фейр-Плей.
(Ч) = Чемпіон; (Пн)/(В) = Понижено в класі/Вибув; (Пв) = Підвищення в класі; (ПП) = Переможець плей-оф; (Н) = Перехід до наступного раунду. 
Застосовується тільки коли сезон ще не закінчений: 
(К) = Кваліфікований до раунду турніру; (КН) = Кваліфікований до турніру, але не до конкретного раунду; (Д) = Дискваліфікований з турніру.

## Результати
| Вдома \ В гостях1    | АРС | АСТ | БІР | БЛБ | БОЛ | ЧАР | ЧЕЛ | ЕВЕ | ФУЛ | ЛІД | ЛІВ | МС  | МЮ  | МІД | НЬЮ | САУ | САН | ТОТ | ВБА | ВГЮ |
| Арсенал              |     | 3–0 | 2–0 | 1–2 | 2–1 | 2–0 | 3–2 | 2–1 | 2–1 | 2–3 | 1–1 | 2–1 | 2–2 | 2–0 | 1–0 | 6–1 | 3–2 | 3–0 | 5–2 | 3–1 |
| Астон Вілла          | 1–1 |     | 0–2 | 3–0 | 2–0 | 2–0 | 2–1 | 3–2 | 3–1 | 0–0 | 0–1 | 1–0 | 0–1 | 3–0 | 0–1 | 0–1 | 1–0 | 0–1 | 2–1 | 4–1 |
| Бірмінгем Сіті       | 0–4 | 3–0 |     | 0–1 | 3–1 | 1–1 | 1–3 | 1–1 | 2–1 | 1–0 | 2–1 | 0–2 | 0–1 | 3–0 | 0–2 | 3–2 | 2–0 | 0–1 | 2–1 | 2–2 |
| Блекберн Роверз      | 2–0 | 0–0 | 1–1 |     | 0–0 | 1–0 | 2–3 | 0–1 | 2–1 | 1–0 | 2–2 | 1–0 | 1–0 | 1–0 | 5–2 | 1–0 | 0–0 | 1–2 | 1–1 | 2–2 |
| Болтон Вондерерз     | 2–2 | 1–0 | 4–2 | 1–1 |     | 1–2 | 1–1 | 1–2 | 2–0 | 0–3 | 2–3 | 2–0 | 1–1 | 2–1 | 4–3 | 1–1 | 1–1 | 1–0 | 1–1 | 1–0 |
| Чарльтон Атлетик     | 0–3 | 3–0 | 0–2 | 3–1 | 1–1 |     | 2–3 | 2–1 | 0–1 | 1–6 | 2–0 | 2–2 | 1–3 | 1–0 | 0–2 | 2–1 | 1–1 | 0–1 | 1–0 | 4–2 |
| Челсі                | 1–1 | 2–0 | 3–0 | 1–2 | 1–0 | 4–1 |     | 4–1 | 1–1 | 3–2 | 2–1 | 5–0 | 2–2 | 1–0 | 3–0 | 0–0 | 3–0 | 1–1 | 2–0 | 2–3 |
| Евертон              | 2–1 | 2–1 | 1–1 | 2–1 | 0–0 | 1–0 | 1–3 |     | 2–0 | 2–0 | 1–2 | 2–2 | 1–2 | 2–1 | 2–1 | 2–1 | 2–1 | 2–2 | 1–0 | 0–0 |
| Фулгем               | 0–1 | 2–1 | 0–1 | 0–4 | 4–1 | 1–0 | 0–0 | 2–0 |     | 1–0 | 3–2 | 0–1 | 1–1 | 1–0 | 1–2 | 2–2 | 1–0 | 3–2 | 3–0 | 0–1 |
| Лідс Юнайтед         | 1–4 | 3–1 | 2–0 | 2–3 | 2–4 | 1–2 | 2–0 | 0–1 | 2–0 |     | 0–1 | 3–0 | 1–0 | 2–3 | 0–3 | 1–1 | 0–1 | 2–2 | 0–0 | 1–0 |
| Ліверпуль            | 2–2 | 1–1 | 2–2 | 1–1 | 2–0 | 2–1 | 1–0 | 0–0 | 2–0 | 3–1 |     | 1–2 | 1–2 | 1–1 | 2–2 | 3–0 | 0–0 | 2–1 | 2–0 | 2–0 |
| Манчестер Сіті       | 1–5 | 3–1 | 1–0 | 2–2 | 2–0 | 0–1 | 0–3 | 3–1 | 4–1 | 2–1 | 0–3 |     | 3–1 | 0–0 | 1–0 | 0–1 | 3–0 | 2–3 | 1–2 | 0–1 |
| Манчестер Юнайтед    | 2–0 | 1–1 | 2–0 | 3–1 | 0–1 | 4–1 | 2–1 | 3–0 | 3–0 | 2–1 | 4–0 | 1–1 |     | 1–0 | 5–3 | 2–1 | 2–1 | 1–0 | 1–0 | 3–0 |
| Мідлсбро             | 0–2 | 2–5 | 1–0 | 1–0 | 2–0 | 1–1 | 1–1 | 1–1 | 2–2 | 2–2 | 1–0 | 3–1 | 3–1 |     | 1–0 | 2–2 | 3–0 | 5–1 | 3–0 | 2–2 |
| Ньюкасл Юнайтед      | 1–1 | 1–1 | 1–0 | 5–1 | 1–0 | 2–1 | 2–1 | 2–1 | 2–0 | 0–2 | 1–0 | 2–0 | 2–6 | 2–0 |     | 2–1 | 2–0 | 2–1 | 2–1 | 4–0 |
| Саутгемптон          | 3–2 | 2–2 | 2–0 | 1–1 | 0–0 | 0–0 | 1–1 | 1–0 | 4–2 | 3–2 | 0–1 | 2–0 | 0–2 | 0–0 | 1–1 |     | 2–1 | 1–0 | 1–0 | 1–1 |
| Сандерленд           | 0–4 | 1–0 | 0–1 | 0–0 | 0–2 | 1–3 | 1–2 | 0–1 | 0–3 | 1–2 | 2–1 | 0–3 | 1–1 | 1–3 | 0–1 | 0–1 |     | 2–0 | 1–2 | 0–1 |
| Тоттенгем Готспур    | 1–1 | 1–0 | 2–1 | 0–4 | 3–1 | 2–2 | 0–0 | 4–3 | 1–1 | 2–0 | 2–3 | 0–2 | 0–2 | 0–3 | 0–1 | 2–1 | 4–1 |     | 3–1 | 3–2 |
| Вест-Бромвіч Альбіон | 1–2 | 0–0 | 1–1 | 0–2 | 1–1 | 0–1 | 0–2 | 1–2 | 1–0 | 1–3 | 0–6 | 1–2 | 1–3 | 1–0 | 2–2 | 1–0 | 2–2 | 2–3 |     | 1–2 |
| Вест Гем Юнайтед     | 2–2 | 2–2 | 1–2 | 2–1 | 1–1 | 0–2 | 1–0 | 0–1 | 1–1 | 3–4 | 0–3 | 0–0 | 1–1 | 1–0 | 2–2 | 0–1 | 2–0 | 2–0 | 0–1 |     |

Джерело: FA Premier League
1Команда-господар записана у лівому стовпчику.
Кольори: Голубий = господар переміг; Жовтий = нічия; Червоний = гості перемогли.
Для майбутніх матчів, позначених «п», існує стаття.

## Статистика
| Місце | Гравець            | Клуб                | Голи |
| ----- | ------------------ | ------------------- | ---- |
| 1     | Рууд ван Ністелрой | «Манчестер Юнайтед» | 25   |
| 2     | Тьєррі Анрі        | «Арсенал»           | 24   |
| 3     | Джеймс Бітті       | «Саутгемптон»       | 23   |
| 4     | Марк Відука        | «Лідс Юнайтед»      | 20   |
| 5     | Майкл Овен         | «Ліверпуль»         | 19   |
| 6     | Алан Ширер         | «Ньюкасл Юнайтед»   | 17   |
| 7     | Ніколя Анелька     | «Манчестер Сіті»    | 15   |
| 8     | Джанфранко Дзола   | «Челсі»             | 14   |
| 8     | Робер Пірес        | «Арсенал»           | 14   |
| 8     | Гаррі К'юелл       | «Лідс Юнайтед»      | 14   |
| 8     | Пол Скоулз         | «Манчестер Юнайтед» | 14   |

| Місце | Гравець            | Клуб                | Передачі |
| ----- | ------------------ | ------------------- | -------- |
| 1     | Тьєррі Анрі        | «Арсенал»           | 23       |
| 2     | Раян Гіггз         | «Манчестер Юнайтед» | 18       |
| 3     | Девід Бекхем       | «Манчестер Юнайтед» | 9        |
| 4     | Деніс Бергкамп     | «Арсенал»           | 8        |
| 4     | Еяль Беркович      | «Манчестер Сіті»    | 8        |
| 4     | Жеремі             | «Мідлсбро»          | 8        |
| 4     | Стівен Джерард     | «Ліверпуль»         | 8        |
| 4     | Уле Ґуннар Сульшер | «Манчестер Юнайтед» | 8        |

### Командна
- Найбільше перемог - «Манчестер Юнайтед» (25)
- Найменше перемог - «Сандерленд» (4)
- Найбільше нічиїх - «Болтон Вондерерз» (14)
- Найменше нічиїх - «Лідс Юнайтед» (5)
- Найбільше поразок - «Сандерленд» (27)
- Найменше поразок - «Манчестер Юнайтед» (5)
- Найбільше забито - «Арсенал» (85)
- Найменше забито - «Сандерленд» (21)
- Найбільше пропущено - «Вест-Бромвіч Альбіон» та «Сандерленд» (65)
- Найменше пропущено - «Манчестер Юнайтед» (34)

## Щомісячні нагороди
| Місяць   | Тренер місяця  | Тренер місяця       | Гравець місяця     | Гравець місяця      |
| Місяць   | Тренер         | Клуб                | Гравець            | Клуб                |
| -------- | -------------- | ------------------- | ------------------ | ------------------- |
| серпень  | Гленн Годдл    | «Тоттенгем Готспур» | Сільвен Вільтор    | «Арсенал»           |
| вересень | Арсен Венгер   | «Арсенал»           | Тьєррі Анрі        | «Арсенал»           |
| жовтень  | Жерар Ульє     | «Ліверпуль»         | Джанфранко Дзола   | «Челсі»             |
| листопад | Девід Моєс     | «Евертон»           | Джеймс Бітті       | «Саутгемптон»       |
| грудень  | Гордон Стракан | «Саутгемптон»       | Алан Ширер         | «Ньюкасл Юнайтед»   |
| січень   | Боббі Робсон   | «Ньюкасл Юнайтед»   | Пол Скоулз         | «Манчестер Юнайтед» |
| лютий    | Алан Кербішлі  | «Чарльтон Атлетик»  | Робер Пірес        | «Арсенал»           |
| березень | Гленн Редер    | «Вест Гем Юнайтед»  | Стівен Джерард     | «Ліверпуль»         |
| квітень  | Алекс Фергюсон | «Манчестер Юнайтед» | Рууд ван Ністелрой | «Манчестер Юнайтед» |

## Нагороди за сезон

### Гравець року за версією ПФА
Звання «Гравець року за версією ПФА» 2003 року виборов форвард  лондонського «Арсенала», Тьєррі Анрі.
Список претендентів на нагороду:
| Гравець            | Команда             |
| ------------------ | ------------------- |
| Джеймс Бітті       | «Саутгемптон»       |
| Тьєррі Анрі        | «Арсенал»           |
| Рууд ван Ністелрой | «Манчестер Юнайтед» |
| Пол Скоулз         | «Манчестер Юнайтед» |
| Алан Ширер         | «Ньюкасл Юнайтед»   |
| Джанфранко Дзола   | «Челсі»             |

### Молодий гравець року за версією ПФА
Нагороду «Молодий гравець року за версією ПФА» отримав Джермейн Дженас з «Ньюкасл Юнайтед». Другим за результатами опитування був Вейн Руні, третім — Джон О'Ші.
Список претендентів на нагороду:
| Гравець         | Команда             |
| --------------- | ------------------- |
| Крейг Белламі   | «Ньюкасл Юнайтед»   |
| Джермейн Дефо   | «Вест Гем Юнайтед»  |
| Джермейн Дженас | «Ньюкасл Юнайтед»   |
| Джон О'Ші       | «Манчестер Юнайтед» |
| Скотт Паркер    | «Чарльтон Атлетик»  |
| Вейн Руні       | «Евертон»           |

### Гравець року англійської Прем'єр-ліги
Звання «Гравець року англійської Прем'єр-ліги» отримав нідерландський нападник «Манчестер Юнайтед» Рууд ван Ністелрой, чия активність в атаці дозволила «МЮ» обійти «Арсенал» у боротьбі за чемпіонство.

### Тренер року англійської Прем'єр-ліги
Лауреатом нагороди «Тренер року англійської Прем'єр-ліги» став наставник команди-чемпіона Алекс Фергюсон, під орудою якого «Манчестер Юнайтед» у другій половині сезону, незважаючи на суттєве відставання від лондонського «Арсенала», виграв боротьбу за чемпіонський трофей, видавши безпрограшну серію з 18 матчів поспіль.

### Золотий бутс англійської Прем'єр-ліги
Нагороду «Золотий бутс англійської Прем'єр-ліги» найкращому бомбардиру сезону отримав нідерландський нападник Рууд ван Ністелрой, який відзначився 25 забитими голами у 38 матчах чемпіонату. Лідер атак «Манчестер Юнайтед» на один гол випередив Тьєррі Анрі з «Арсенала» та на два голи нападника «Саутгемптона» Джеймса Бітті.